# Guszczino (stacja kolejowa)
Guszczino (ros. Гущино) – stacja kolejowa w miejscowości Guszczino, w rejonie nowosokolnickim, w obwodzie pskowskim, w Rosji. Położona jest na linii Moskwa - Siebież.
Początkowo mijanka. Rozbudowana do stacji w okresie międzywojennym.